# Ryssbergen
Ryssbergen är i stora delar en hällmarkstallskog på cirka 30 ha i Nacka kommun. Natur- och rekreationsområdet är beläget på västra Sicklaön mellan Svindersviks gård i väst, Svindersviken i norr, Vikdalen i öst och Värmdöleden i syd. Högsta punkten är 60 m över havet.
Vägen till Nacka båtklubb samt Ryssbacken kapar skogen i tre mindre delar.

## Naturvärden
Skogen i Ryssbergen är mycket gammal, varierad och består främst av tallar som är upp till 370 år gamla och upp till 300 cm i omkrets, rikliga mängder med död ved (torrakor, lågor), inslag av gamla ekar, björk och asp samt i mindre utsträckning klibbal, lind, rönn, lönn, sälg och gran. Ryssbergen rymmer torra och magra hällar, branter, bördiga och fuktiga partier, sprickdalar med grova tallar, en mindre sumpskog i öst med klibbal, björk och tall samt ett ädellövsskogsområde i västra delen närmast Svindersviks gård.
2008 och 2016 fokuserade Nacka kommun på att undersöka naturvärdet i 20 delområden och kom fram till följande bedömning: 
- Tre delområden motsvarande 13,5 ha har högsta naturvärde.
- Åtta delområden motsvarande 9 ha har högt naturvärde.
- Sex objekt motsvarande 6,7 ha har påtagligt naturvärde.
- Tre objekt motsvarande 0,7 ha har visst naturvärden.

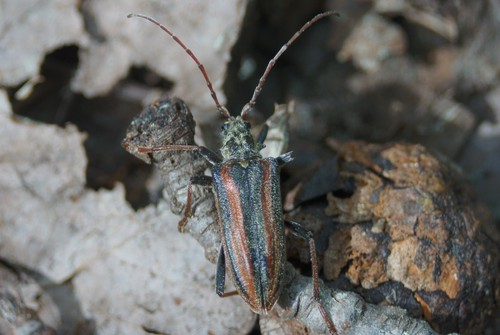
Randig skulderbock i Ryssbergen

Sammanfattningsvis bör hela Ryssbergen "betraktas som en värdekärna med högt bevarandevärde på grund av det generellt mycket höga naturvärdet, kontinuitet, orördhet och den stora storleken som förstärker naturvärdena (...) och bör skyddas i sin helhet."

### Rödlistade svampar, växter och djur
28 naturvårdsarter noterades varav flera är rödlistade (dvs riskerar att dö ut i Sverige) eller signalarter (dvs indikerar höga naturvärden). Majoriteten är beroende av gammal tall, död tallved eller knutna till gammal ek:
Bland svamparna kan nämnas rödlistade talltickan, nära hotade brödmärgstickan, ektickan, motaggsvamp och vintertaggning, signalarterna blomkålssvamp, grovticka, hasselticka, rävticka samt svavelticka och valkticka, 
Bland växterna kan nämnas nära hotade kortskaftad ärgspik, vedtrappmossa, signalarterna Junfgru Marie nycklar, blåmossa, axveronika, gulmåra, lind, gulpudrad spiklav, flagellkvastmossa, vågig sidenmossa men även blåmunkar, gaffelbräken, liten blåkocka, styvmorsviol, vårspärgel, 

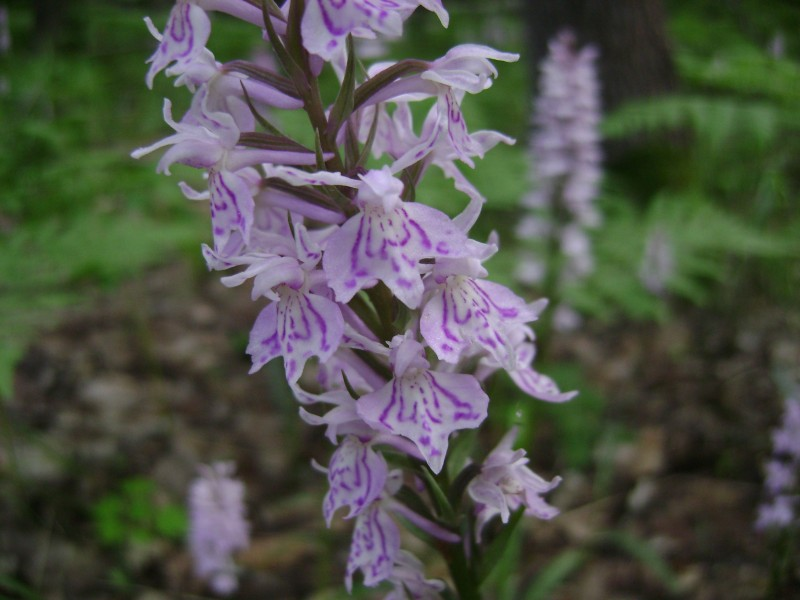
Jungfru Marie nycklar i urskogen Ryssbergen

Bland insekterna kan nämnas nära hotade jättesvampmalen, barrpraktbaggen, reliktbocken, skeppsvarvsflugan samt signalarten aspvedgnagare, mindre märgborre och mysbocken men även åttafläckig praktbagge.
Bland fåglarna kan nämnas duvhöken, kattugglan, nära hotade kungsfågeln, mindre hackspett, skogsduvan, spillkråkan och tofsmesen. 

## Rekreationsvärden
Skogen används för olika friluftsaktiviteter däribland promenader på de många stigarna, mountain bike-tävlingar på hemmabyggda banor, naturvandringar i Naturskyddsföreningens och Miljöpartiets regi, orientering i Järla Orienterings regi, geocaching, naturfotografi och naturnatter i Forum Finntorps regi. Ryssbacken i Marinstaden används för longboard.
Kojor i skogen vittnar också om att området används av barn och ungdomar på fritiden. Skolor i närheten använder skogen för friluftsdagar, orientering och i biologiundervisning.

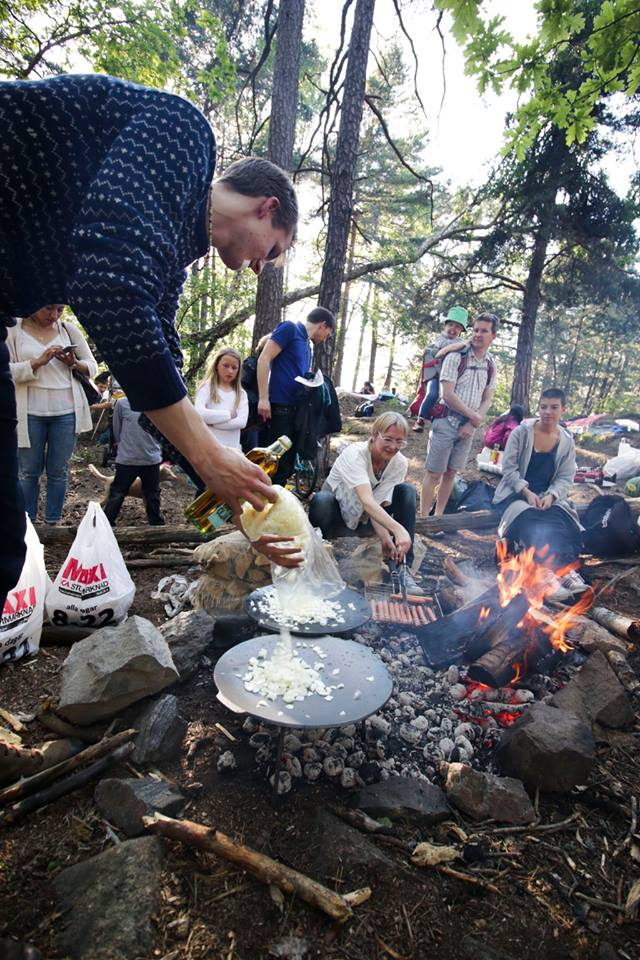
Urskogsfestival med Forum Finntorp i urskogen Ryssbergen

Nedanför Ryssbergen har Nacka kommun anlagt en strandpromenad som knyter ihop Nacka strand och Finnboda. Det finns även en trätrappa från Kvarnholmsförbindelsen upp till Ryssbergen. I Ryssviken har Nacka båtklubb sin hemmahamn. Väster om Ryssbergen ligger Svindersvik gård.

## Historia
Namnet Ryssbergen härstammar troligtvis från den delen av Svindersviken som kallas för Ryssviken och som ligger nedanför skogen. Namnet Ryssviken i sin tur kan ha samma ursprung som Ryssviken vid Djurgården där ryska fartyg fick ankra eftersom man inte ville ha dem närmare Stockholm.
Ryssbergen visar få spår av mänsklig påverkan. De många riktigt gamla tallarna äldre än 300 år skvallrar om att skogen har en kontinuitet på fler hundra år. Det finns enstaka spår av plockhuggning, men skogen har i övrigt inte påverkats av skogsbruk.
Enligt Riksantikvarieämbetet hittade man en stensättning som mätte tre meter i diameter. Stensättningen hade en kantkedja med en halv meter stora stenar. Den var den fylld med lite mindre stenar. Riksantikvarieämbetet bedömde stensättningen som ett råmärke för en grav som restes under brons- eller järnåldern (1800 f.Kr. – 500 e.Kr.). Fornlämningen förstördes i samband med bygget av Värmdövägen.
I Historiska Museets samling finns även ett lösfynd från Ryssviken. Det är en spjutspets i järn från just järnåldern. Spjutspetsen hittades där 1915.
Just vid vägen till Ryssviken / Marinstaden har Riksantikvarieämbetet också dokumenterat en gårdstomt som finns med på en karta från 1774. Men Ryssviken (r`yvikn) var en gårdstomt antagligen redan på medeltiden.

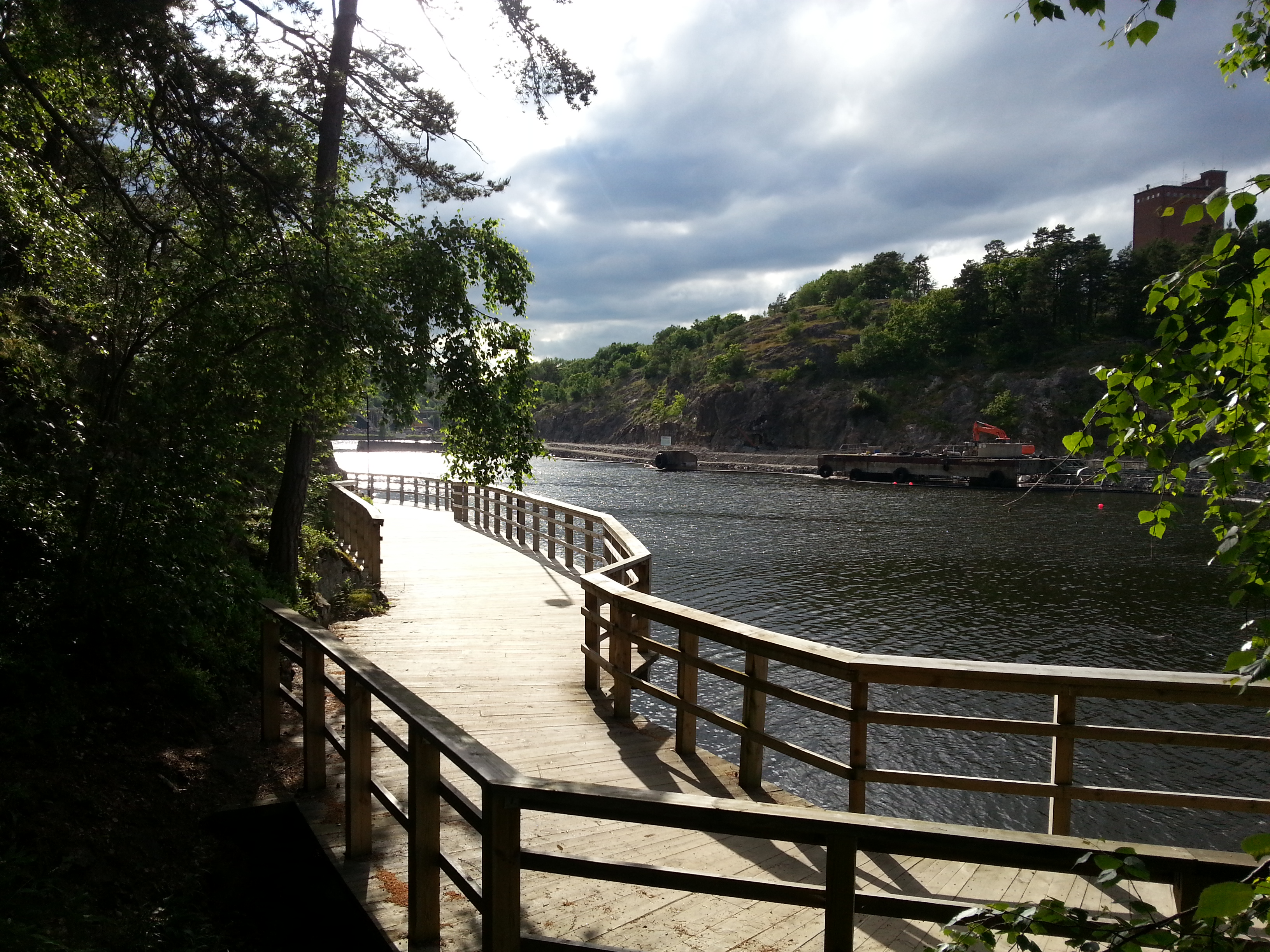
Strandpromenaden nedanför urskogen Ryssbergen

I en beskrivning om Skuru park kan man läsa att det en präst som hette Gran hade sin gård här: “Vid Grans prästegård, som ligger vid Ryssviken är en plantage anlagd (genom professor Lostboms goda omsorg)der både vilda och fruktbärande träd, til myckenhet blifvit av frön updragne och åtskillige försök skedde med nyttiga växters kultiverande.” Plantagen var så vacker att bönderna kallade den för Fåfängan.
Under andra världskriget har flera bunkrar, skyttevärn på höjden i centrala Ryssbergen och vägar byggts. Delar av värnet, sprängsten och gamla spikar i den del träd syns ännu idag. 
I början av 1970-talet skövlades de södra delarna av Ryssbergen i samband med att Värmdöleden byggdes. Även södra sumpskogen dikades samtidigt. Under tiden som Kooperativa Förbundet hade sitt kafferosteri för märket Cirkelkaffe i Gäddviken mittemot doftade delar av Ryssbergen kaffe, varför en av backarna mot Värmdöleden kallas för Kaffebacken.
1995 invigdes i Ryssbergen offentliga konstobjektet The Flow of Continuity av konstnären Johanna Kaarina Ilvessalo av järn och rostfri plåt.
2017 publicerade konstnären och fotografen Maria Macri boken och konstprojektet Ryssbergen.

## Reservatsbildning och exploatering av en fjärde del
Markägare för större delen av området är Skanska. Nacka kommun har under lång tid betraktat Ryssbergen som ett potentiellt exploateringsområde. 

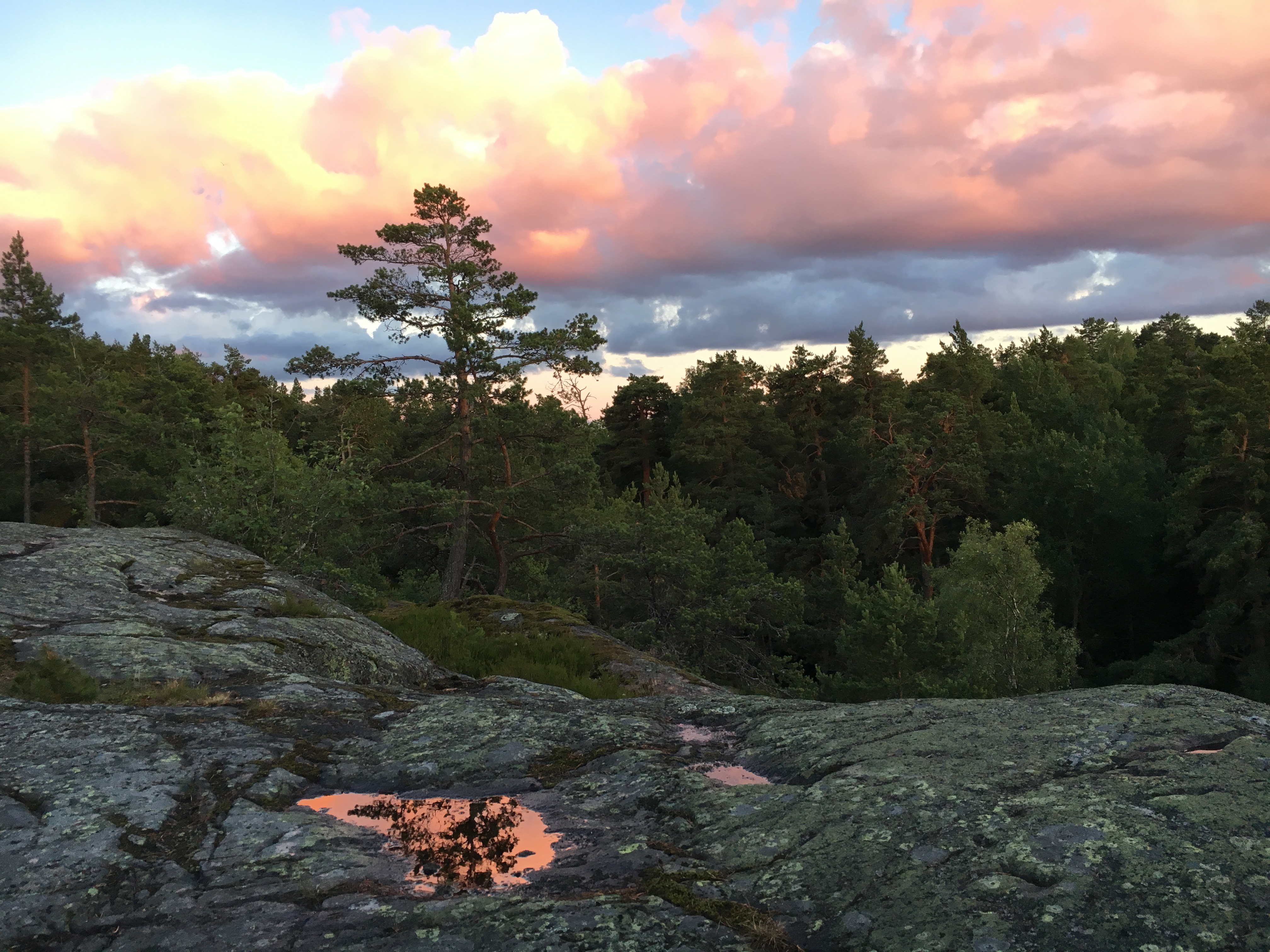
Moln över urskogen Ryssbergen

2008 ansökte Naturskyddsföreningen i Nacka hos länsstyrelsen om att göra Ryssbergen till naturreservat. Ansökan avslogs. Däremot godkände Nacka kommun att en tunnel byggs under Ryssbergen, s.k. Kvarnholmsförbindelsen, för att koppla ihop Kvarnholmen med centrala Nacka. Projektet innebar att mindre delen av skogens yta mot Kvarnholmen förstördes.
Inför valet 2010 kom den styrande Alliansen-majoriteten i Nacka kommun överens om att bilda ett naturreservat av Ryssbergen. 2015 reserverades 1,5 miljoner kronor till en förstudie inför reservatsbildningen  men arbetet är fortfarande i sitt startskede.
2017 publicerade Nacka kommun nya översiktsplan för kommunen som blev antagen 2018. Kommunen presenterar där avsikten att "skapa en tätare och mer blandad stad på västra Sicklaön" med 13 500 nya bostäder som ingår i uppgörelsen för att få tre stationer inom förlängningen av blå linjen. Mindre naturområden som Trolldalen på östra Henriksdalsberget, Skatberget på östra Finnberget, Bageriberget i västra Saltsjöqvarn, Engelska parken och Norra platån söder och öster om Danvikshem samt delar av Ryssbergen kan därför helt eller i delar bebyggas.
Nacka kommun har därför lanserat detaljplanen att bebygga 5,6 ha av Ryssbergen med 400 bostäder, en förskola och en bilhandel. Nätverket Rädda Ryssbergen vill däremot att hela Ryssbergen ska bli ett naturreservat och har 2018 startat en namninsamling med över 1 000 signaturer.
Nacka kommun har hållit samråd för detaljplanen att bebygga 5,6 ha av Ryssbergen. 180 synpunkter har lämnats in från sakägare och allmänheten. Därtill har samråd hållits för planen att göra 13,6 ha av Ryssbergen. Kommunstyrelsen tillstrykte förslagen februari 2022.
Ryssbergens  naturreservat bildades som kommunalt naturreservat 2022 och är 13,5 hektar stort.

## Spektakulär brand
15 juni 2018 utbröt tre bränder samtidigt i Ryssbergen som drabbade ett 9 ha stort skogsområde mellan Svindersviken, Marinstaden och Värmdövägen.
40 brandmän från Södertörns brandförsvar samt italienska brandflyg som vattenbombade området var involverade i det flera dagars långa släckningsarbetet.
14 augusti 2018 informerades politiker i Nacka kommunstyrelsens arbetsutskott att bränderna i urskogen Ryssbergen troligtvis var anlagda.